# Гломба Роман Михайлович
Роман Михайлович Гломба (нар. 2003, Івано-Франківська область) — український військовослужбовець, солдат Національної гвардії України, учасник російсько-української війни, що відзначився у ході відбиття російського вторгнення в Україну.  Герой України (2022), кавалер «ордена За мужність» III ступеня (2022).

## Російське вторгнення (2022)
Під час бойових чергувань 19-річний стрілець-зенітник зенітної ракетно-артилерійської батареї 15-ї бригади оперативного призначення НГУ солдат Роман Гломба прикривав від повітряного нападу позиції батальйону на Запоріжжі, поблизу села Мала Токмачка. Влучними пострілами з ПЗРК «Ігла» солдат тричі знищував ворожі літаки Су-25 (29 квітня, 23 травня та 29 травня). Таким чином Герой запобіг обстрілу позицій українських захисників і міста Запоріжжя.
Звитяга юнака, який був призваний на строкову військову службу восени 2021 року, викликала захоплення всієї країни. У ЗМІ та соцмережах Романа охрестили «Запорізьким месником», на його честь у Києві створили величезний мурал, запорізькі волонтери подарували йому «іменний» бронежилет із написом «Три літаки — це тільки початок». Надалі Роман ще збільшив особистий рахунок, зокрема, вже після відзначення званням Героя, близько 22.00 16 липня 2022 року збив крилату ракету, а вранці наступного дня - вполював уже ШОСТИЙ (!) ворожий літак. 
На жаль, під час одного з бойових чергувань Роман дістав тяжкі осколкові поранення тулуба і руки, втратив багато крові. Переніс кілька операцій, кілька місяців проходив лікування та реабілітацію.
5 грудня 2023 року під час церемонії у Маріїнському палаці Президент України Володимир Зеленський вручив 21 сертифікат на отримання квартир військовослужбовцям Сил оборони, яким присвоєно звання Героя України, та родинам полеглих Героїв; один із сертифікатів було вручено Роману Гломбі.

## Нагороди
- звання «Герой України» з врученням ордена «Золота Зірка» (20 червня 2022) — за особисту мужність і героїзм, виявлені у захисті державного суверенітету та територіальної цілісності України, самовіддане служіння Українському народу[3].
- орден «За мужність» III ступеня (24 травня 2022) — за особисту мужність і самовіддані дії, виявлені у захисті державного суверенітету та територіальної цілісності України, вірність військовій присязі[4].